# Mincenii de Jos, Rezina
Mincenii de Jos este un sat din raionul Rezina, Republica Moldova.

## Istorie
Satul Minceni de Jos este menționat într-un document din 25 februarie 1604 ca fiind în hotar cu satul Minceni:
„Cu mila lui Dumnezeu noi, Erimia Moghilă voievod, domn al Țării Moldovei, înștiințare se face cu aceasta tuturor celor, care o vor vedea ori o vor auzi citindu-se, precum că aceste adevărate și credincioase slugi ale noastre Iațco Fratița, fiul lui Bogdișor, [cuvânt indescifrabil], lui Ioan, fiul lui Tomșa din satul Rădăuți, venind înaintea noastră și înaintea boierilor noștri, ne-au adus jalbă cu mărturii drepte din partea boierilor ocolași și a megieșilor cu lămurirea, că moșul lor [indescifrabil] a avut de la Ștefan voievod întreaga ocină Minceni din ținutul Orheiului, unde este casa lor, livezile, pădurile și locurile pentru mori în apa Jidaucăi.

…

Iar hotarul acestei ocine Minceni să fie după hotarul veci, după cum a fost din vechime, adică hotarul se începe de la fântâna Darabițani, unde este piatră hotar, în valea Horodiștei, care o desparte de ocina Horodiștei; de aice spre răsărit, zarea dealului până la grumazul dealului Horodiștei, și prin drumul Horodiștei, unde este piatră hotar, și înainte pe vale, până la apa Jidaucăi, unde este piatră hotar, care o desparte de moșia Echimăuți, iar de aice, tot pe pârăul Jidaucăi până la plopii cei mari, iar mai jos de acești plopi este piatră hotar spre răsărit, și tot înainte pe Jidauca Seacă, și deasupra Jidaucăi este piatra hotar, care o desparte de moșiile Gordinești și Trifești, mai din sus de drumul cel mare printr’un răriș de porumbrei, iar de aice în jos pe drum la Alagula pe sub ocina Cogâlnicului și tot înainte [indescifrabil] pe hotar [indescifrabil] este piatră de hotar, numită Bour, unde desparte moșia Minceni de a Cogâlnicenilor, iar de aice tot pe drumul lui Alagul spre miază-zi, până unde se unește cu hotarul Horodiștei, Suleanicăi, Cuizăucăi sau locul Caucăi și a Pogribenilor, aice se împarte moșia Mincenilor, iar de aice prin Vitmeja și drept pe dealul Dicovului, unde este piatra hotar în fund și desparte Mincenii de Horodiște, de aice drept spre fântâna Dărăbițanilor [indescifrabil] după înconjurul dintâi.

…

Pentru mai mare tărie tuturor celor scrise mai sus i-am poruncit credinciosului boierului nostru Dimitrie Dorciul să scrie și pecetea noastră s’o lege la această carte a noastră.

A scris Iliaș [indescifrabil] în Suceava, anul 7112 <1604> februarie 25.”